# Гръцка въоръжена пропаганда в Македония
Вижте пояснителната страница за други значения на Македонска борба.
Гръцката въоръжена пропаганда в Македония (на гръцки: Μακεδονικός αγώνας, Македоникос агонас, катаревуса: Μακεδονικός Ἀγών, Македоникос Агон, в превод Македонска борба, Македонска битка) е въоръжен конфликт, условно състоял се между 1903 до 1908 година, в намиращата се под османска власт област Македония между гръцки и български чети на Вътрешната македоно-одринска революционна организация. Тя се превръща в национална политика на Гърция, като е финансирана и организирана от правителството и династията. Гръцките части често оказват военна помощ на османската войска и правят опит за съединение с четите на Сръбската пропаганда в Македония. Гръцката въоръжена пропаганда в Македония е насочена и срещу румънската пропаганда сред куцовласите и албанското национално-революционно движение.
Целта на гръцката въоръжена пропаганда в Македония, както и в Гръцкото въстание в Македония от 1878 година и Гръцкото четническо движение в Македония от 1896 година, е да потвърди териториалните претенциите на Гърция в Македония.

## Зараждане на андартско движение

### Причини за появата
След като Берлинският договор от 1878 година оставя цяла Македония в рамките на Османската империя, преобладаващото българско население започва да изгражда революционни структури по примера на БРЦК, които да отвоюват свободата си с въоръжени въстания. Създадената през 1893 година БМОРК организира своите комитети главно в областите, където българското население съставлява основната част от населението. След създаването на първите си чети през 1897 година влиянието на организацията се засилва и придобива голяма популярност сред цялото българско население в Македония. Освен в защита на интересите на местните българи, организацията служи и в интерес на Българската екзархия. От декември 1903 година до септември 1904 година 161 села гонят гръцките си свещеници и преминават с църквите си към Екзархията. Постоянно увеличаващият се процент патриаршисти, които приемат върховенството на Екзархията заплашва интересите на Цариградската патриаршия в региона, и на Гърция, която в този момент е изолирана.
След разгрома на Гърция в Гръцко-турската война от 1897 година Етники Етерия, организацията, виновна за избухването на войната, е разпусната от гръцкото правителство. Подписаният Цариградски договор унижава Гърция и я поставя в незавидно положение. Поради тази причина до 1903 година гръцката държава ще се противопоставя на формирането на въоръжена пропаганда в Македония. В периода 1898 – 1902 година ВМОРО придобива изключително влияние в Македония. Традиционната вражда между патриаршисти и екзархисти в областта търпи засилване, тъй като отделни патриаршисти подпомагат турските власти и/или се корумпират до такава степен, че отблъскват голяма част от населението на страната на ВМОРО. Събитията като Горноджумайското въстание, опита за въстание на Анастас Янков и Коте Христов в Костурско и последвалото Илинденско-Преображенско въстание от 1903 година провокират намесата на Великите сили във вътрешните дела на Османската империя. Това води до активизирането на гръцките власти по отношение на Македонския въпрос.

### Начални стъпки по създаването на гръцка организация в Македония
На първо време гръцката пропаганда се осланя на помощта на гръцката образователна система в Османската империя, която след 1871 година се разраства с държавна подкрепа от страна на Гърция, но е ръководена от Цариградската патриаршия. Стефанос Пападопулос в книгата си „Образованието в Македония“ пише:
| „ | Училището, както винаги в нашата история, става работилница, където се укрепва националното съзнание, и разсадник, където вярата и националните идеали се култивират дълбоко... Без тази инфраструктура е чудно, доколко би била ефективна изцяло подкрепата от страна на гръцката държава и в частност изпращането на въоръжени отряди в Македония от свободна Гърция. | “ |

Данни за подобни въоръжени гръцки формирования, които трайно пребивават в Македония, се появяват в българския печат през 1896 г.
През 1900 година за костурски митрополит е назначен Герман Каравангелис лично от гръцкия посланик Николаос Маврокордатос. Каравангелис, с помощта на битолския консул Стаматиос Пезас, изпраща писма до гръцките власти, с което ги информира, че започва борба със засилващата се в областта българска организация. Подкупва за гръцката кауза войводата Коте Христов, като му дава заплата от 10 лири и изпраща децата му в атинска гимназия. През 1901 година привлича и други войводи за каузата си, сред които са Геле Търсиянски, Георги Сидер и Вангел Георгиев. Последният организира първата гъркоманска чета заедно с андарта Георгиос Перакис и извършва първи наказателни акции срещу местни българи. Постепенно постига успехи в южните гръцки села в района на Богатско, в небългарските села на север като Лехово, Писодер, Клисура и Бел камен и в някои български гъркомански села като Желево.
През 1902 година Йон Драгумис се включва в дипломатическите среди и е изпратен в Битоля като подконсул, където основната му задача е да създава тайни комитети за въоръжена борба срещу българщината. С откровено антибългарска риторика той насърчава гърците към етническо прочистване на българите. Създава тайната организация „Амина“ (Защита) заедно с Филипос Капетанопулос, Теодорос Модис, Христос Думас и други, в статута на която влиза идеята за четническо движение. Скоро такива организации се появяват в Гевгели, Енидже Вардар, Негуш и Солун Заедно с Павлос Мелас през 1904 година започват да набират пари за оръжие, като подпомагат и дейността на Герман Каравангелис.
Впоследствие в Атина се създава македонски комитет под ръководството на журналиста Димитрис Калопотакис, който пише „Общи указания за македонските чети от Висшия съвет на Македонския комитет“. Започват доставки на оръжие от вътрешността на Гърция, а през 1903 година пристигат и първите гръцки войводи, доброволци от Крит и Мани. Герман Каравангелис, придружен от чета от гърци, албанци, турци, критяни и гъркомани, наброяваща около 50 души, обикаля Костурско и Леринско като продължава да развива пропагандата.
Изпратените в Македония от гръцкия офицер Георгиос Цондос критяни Евтимиос Каудис, Георгиос Перос, Ламбринос Вранас, Георгиос Диконимос, Георгиос Зуридис, Георгиос Стратинакис, Евстратиос Бонатос, Манусос Катунатос и Николаос Лукакис участват в потушаването на Илинденско-Преображенското въстание, а Коте Христов и Павел Киров, криейки се в Руля, успяват да отстранят войводата на ВМОРО Лазар Поптрайков чрез предателство. Убиват го, а отрязаната му глава изпращат на Каравангелис. Според някои източници андартът Георгиос Сейменис се включва във въстанието на страната на ВМОРО.
Илинденско-преображенското въстание, организирано от ВМОРО, затвържава върховенството на организацията и българския етнос в Македония. В отговор гръцките националисти протестират срещу България в Атина, но Гърция официално не предприема никакви действия. След края на въстанието мрежите на вътрешната организация са разпокъсани, а населението е силно обедняло и наплашено. В този момент Каравангелис успява да застави някои села да приемат отново върховенството на Цариградската патриаршия, а с помощта на турските власти затваря български училища и гимназията в Костур.
През февруари 1904 година гръцкото правителство изпраща разузнавателна група от четирима гръцки офицери. Това са Александрос Кондулис, Георгиос Колокотронис, Анастасиос Папулас и Павлос Мелас. Тяхната задача е да направят разузнавателна обиколка в югозападна Македония, на базата на която да започне изграждането на гръцките въоръжени комитети. Същата задача в останалите дялове на Македония получава гръцкият посланик в Цариград Георгиос Цорбазоглу. През пролетта на същата година гръцкото външно министерство започва реорганизация на консулствата си в Македония с цел подпомагане на бъдещите военни действия. Към македонския комитет на Калапотакис се учредява и върховен съвет, а в гръцката столица се основават и други дружества в подкрепа на андартската акция в Македония. Гръцките консулства пряко започват да участват и да организират гръцките комитет и чети в областта. Ламброс Коромилас става консул в Солун с нови проекти за осъществяването на гръцките стремежи. През септември 1904 година е заловено писмо на Павлос Мелас до битолския консул Димитриос Калергис, след което избухва дипломатически скандал между Османската империя и Гърция и консулът е отстранен.

### Създаване на андартското движение в Македония
Групата андарти са посрещнати от Коте Христов и трима негови сподвижници. При навлизането им в Македония при Чурилово ги посрещат Павел Киров и Лаки Пирза, които после ги отвеждат във вътрешността. Между 16 – 25 март офицерите посещават селата Габреш, Черновища, Руля, Ощима, Желево и Оровник, където посещават училищата и църквите, и раздават дребни рушвети. От Оровник Мелас се насочва към Битоля за среща с Йон Драгумис, а после през Солун се прибира в Пирея, като изготвя доклад за гръцкия министър-председател. Офицерите Папулас и Колокотронис изпращат втори доклад, опровергаващ оптимизма на Павлос Мелас и възможността да се развие четническо движение, което да измести българската организация.
По същото време се засилва и сръбската пропаганда в Македония в северозападна Македония, а между власи и българи се наблюдава все по-голямо сътрудничество. На 12 май в Айтос е убит един от първите андартски войводи Вангел Георгиев. Скоро след това Коте Христов е заловен от турските власти и в началото на 1905 година е обесен. Успоредно с това много села преминават под върховенството на Българската екзархия. Тези събития карат Гърция да изпрати много нови чети в Македония до края на годината..
През месец юли 1904 година Павлос Мелас в Кожани приобщава към андартството разбойническата дружина на Алексис Караливанос от Тесалия. Мелас се завръща в Атина на 2 август, като по същото време пет малки чети – на Евтимиос Каудис, Панделис Кандилас, Лукас Кокинос, Георгиос Цондос и Спирос Спиромилиос (Буас) влизат в Македония, а на 28 август също и Павлос Мелас, но вече с чета. Към 8 септември са вече в Богатско. В Сребрени, Прекопана и Бел камен насилва населението да се върне към Цариградската патриаршия, но в Неред попадат на турски аскер и се разпръскват на 19 септември. Изтеглил се в Лехово Павлос Мелас изчаква до 8 октомври разбойническата дружина на Караливанос, с която повторно атакува Неред, където този път е участъковата чета на Никола Мокренски и окръжния ревизор Георги Попхристов. Отблъснатите андарти се реорганизират и Павлос Мелас се насочва към Статица, където впоследствие е убит.
Павлос Мелас е митологизиран посмъртно, като с това в Гърция се засилват претенциите за Македония, а също и антибългарските настроения сред гръцкото общество. Неговата смърт е повод за активна пропаганда за активизация на гръцката политика по отношение на Македонския въпрос, което и става от следващата година. Скоро това довежда до редица изстъпления от страна на андартите в Македония спрямо мирното българско население.
От средата на месец септември Евтимиос Каудис води сражения с четата на Митре Влаха. При село Ощима се завързва първо сражение, като и двете чети дават жертви. Митре Влаха изтегля четата си, след като на помощ на андартите идва турски аскер. На 30 ноември Митре Влаха, заедно с четата на Геро Ресенски, напада 50 членната чета на Спирос Спиромилиос и Каудис в село Желево. Писодерска милиция и турски аскер повторно подпомагат андартите и вечерта притиснати четниците на Митре Влаха напускат бойното сражение. След това сражение Каудис се прехвърля в Марихово, за да спре отделянето на населението от Патриаршията.
На 20 октомври 1904 година в Македония с чета влиза гръцкият андарт капитан Рувас (Георгиос Катехакис). Със своите 60 четници установени в село Лехово през нощта на 13 ноември атакува село Зелениче. В същото време българският първенец Стефан Готев празнува сватбата на сина си, заедно с младоженците и българи и турци от селото. Андартите нахлуват по време на тържеството и избиват 13 души, сред които домакина и младоженеца, и няколко деца, а други 5 са ранени. В същото време част от гръцката чета атакува и къщата на местния български поп. Смесени европейски комисии установяват гръцките зверства и нехайността на турската държава, като изпращат вербални ноти до Високата порта. Нападението и масовото избиване на невинни българи и турци остава в спомените като „Зеленишката кървава сватба“. Тя е пряк отговор на убийството на Павлос Мелас, макар зеленичани да не участват в акцията срещу него. За гръцките андарти това е наказателна акция.
Скоро след Рувас в Македония навлиза с 40 членна чета и капитан Вардас (критянина поручик Георгиос Цондос). Обикаля главно областта Костенария и южните костурски райони. Избива местните български първенци в Езерец, а на 4 декември в Либешево убива и районния войвода Костандо Живков. Вардас става върховен началник на всички чети в Битолския вилает.
В Солунския вилает главният консул Ламброс Коромилас привлича гръцките офицери Георгиос Какулидис, Михаил Мораитис, Константинос Мазаракис, Атанасиос Ексадактилос, Спирос Спиромилиос, Димитриос Какавос и Йоанис Аврасоглу, които заедно с товари оръжие пристигат по море от Гърция. Прави неуспешен опит да привлече на своя страна и Апостол Петков, който впоследствие ще се превърне в техен основен противник. Още в първите дни на септември Лука Иванов разбива една гръцка чета. На 26 ноември Караташо разбива четата на капитан Епаминондас между селата Саракиново и Родиво. Въпреки българските успехи, гръцките четнически акции се засилват. През октомври 1904 година Гоно Йотов повежда гъркоманска чета в района на Ениджевардарското езеро. Гоно като местен човек координира действията на пристигналите по късно други гръцки чети, под командването на капитаните Аграс (Телос Агапинос), Никифорос (Йоанис Деместихас) и Акритас (Константинос Мазаракис). По същото време Константинос Буковалас и Йоанис Дафотис повеждат чета в района. По същото време се поставя началото на гръцката въоръжена пропаганда и в Източна Македония.

## 1905

### Действия в Битолския вилает

#### Костурско
В костурско в средата на февруари андартска чета удря село Мангила, като районната чета и селската милиция на ВМОРО разбиват и отблъскват гърците. През март в Осничани и Езерец гърците убиват 10 души българи, в отговор Жиковищкият манастир „Свети Атанасий“ е опожарен, постоянен сборен пункт на гръцки андарти. Пощадена е само църквата на манастира. Още са опожарени използваните от андартите Чуриловски и Сливенски манастир през март 1905 година.
В отговор на 20 март 1905 година в село Лошница капитан Вардас (Георгиос Цондос) събира четите на Евтимиос Каудис, Йоанис Каравитис, Макрис (Георгиос Диконимос), Теодорос Кукулакис, Йоанис Пулакас, Мальос (Стефанос Дукас), които заедно с милицията от съседните чисто гръцки села, наброяват повече от 300 мъже. По нареждане на Герман Каравангелис обединената чета напада на 25 март българското село Загоричани и извършват страшно клане. Следва поредна международна комисия на австроунгарския и руския консули, заедно с италиански офицери, които описват ужасните зверства извършени от гръцките андарти. Според консулите леринският и костурският каймакамин са замесени в клането.
През април андартите избиват при село Сконско група беззащитни работници, предимно от Жупанища, отиващи на работа в Гърция, а през юни в планината Вич са избити петима селяни от Българска Блаца и трима от Прекопана. Убийствата вероятно са извършени от четите на Георгиос Катехакис, Петрос Манос и Павлос Гипарис, които по същото време дават сражение на турски аскер край Българска Блаца. Четите на Никостратос Каломенопулос и Христос Цолакопулос са разбити край Бел камен и дават много жертви. В района пристигат и четите на Константинос Мазаракис, Спирос Спиромилиос и Емануил Кацигарис. През август отчасти е опожарено Осничани. През септември неуспешно атакуват Лувраде. В Търнава и Брезница андартите унищожават църковни книги. Митре Влаха, Пандо Кляшев и Христо Цветков през декември повторно прогонват гръцка чета от Брезница.

#### Леринско, Преспанско, Мариовско и Битолско
В Леринско андартите започват набезите през пролетта. Нападат Айтос през май и октомври, като втория път убиват свещеника и подпалват 10 къщи. Село Герман е ограбено, в Кладороби са убити 17 души, а в Горно Неволяни, също като в Зелениче, нападат беззащитни сватбари и убиват 11 души. Андартската чета на капитан Нидас се предава на турския аскер при село Белкамен, а на 27 ноември е пленена гръцко-турска чета при село Сребрено.
В Преспа желевската андартска чета залавя българи между селата Буковик и Бесвина, между които и свещеника на селото поп Кръсте. Четата на Насо Кършаков осуетява плановете на андартите и ги прогонва. След напускането на привлечения от стрелбата аскер, гръцката чета повторно напада село Бесвина, като палят няколко къщи и горят църковните книжа и пособия. Костурските чети прогонват 70 андарти от село Оровник, а на 18 декември разбиват друга чета в Буковик. Пандо Кляшев пише:
| „ | Веднага след тези сражения подигнаха се силни потери и взеха да стават чести обиски: на всеки 3 – 4 дена в 30 – 40 села изведнаж. Вследствие на това нашите движения са, за сега, много затруднени и не можем да преследваме гръцките чети. | “ |

Андартски чети навлизат и в битолското поле и в полите на Пелистер, като главната им база е в село Буково и Буковския манастир. Атакувани са влашките села Магарево и Търново и екзарйихските къщи в Буково и Брусник. В село Путурус на 23 октомври гърците опожаряват 14 от 17 къщи и избиват пет души и изгарят 2 деца. В Църничани изгарят 10 къщи и убиват трима дървари над село Драгош.
Гръцки чети навлизат и в областта Мариово като се установяват в гъркоманските Градешница, Старавина, Зовик, Грунища, Пчанища, Будимирци. На няколко пъти нападат селата Бешище, Скочивир и Дреновени, Добровени като андартите отвличат и колят видни българи. В прилепско през юни/юли в село Бърник андартите изколват 10 души и палят няколко къщи. Още жертви невинни жертви се дават в Путурус, Църничани, Петалино. Георги Ацев при село Полог разбива андартска чета от 10 критянци и 15 милиционери от гъркоманските села. Вероятно това е четата на Маринос Либеропулос.
В Битоля гръцкият комитет и гръцката митрополия организират редовни погроми над местни български учреждения и десетина атентати срещу видни български дейци, на които жертва става гимназиалния учител Христо Вълканов.
Според английския майор Войван, който няколко седмици обикаля костурско и други околии, броят на дейсващите през пролетта на 1905 година андарти в Битолския вилает възлизат на 800 – 1000 души, а според една статистика на Андрей Тошев от началото на андартската акция до пролетта гръцката граница са преминали близо 2800 андарти. С пристигането на новите чети в Западна Македония гръцката пропаганда се засилва. Проблем представлява силната съпротива на македонските власи организирани от Румънската въоръжена пропаганда.

### Действия в Солунския вилает
С подрепата на Рахман бей, който има голям чифлик в Ениджевардарско, е въоръжена четата на Георгиос Петру, която е изпратена към Мъгленско, но е разбита при Петрово на 24 декември 1904 година. През 1905 година в Солунския вилает гръцките андарти започват да навлизат масово и в Ениджевардарското езеро, където дотогава са се криели само български чети, начело с Апостол Петков. Престрелките са ежедневни, но въпреки турските рейдове и неспирните андартски атаки езерото остава под български контрол. В района на през ноември Ениджевардарското езеро започва да действа четата на Лазар Доямов, а в Лъгадинско тази на Яни Рамненски. Гъркоманинът Гоно Йотов още от октомври 1904 година ръководи гъркоманска чета в Ениджевардарското езеро, а през 1905 година посреща пристигащите от Гърция чети.
Във Влахомъглен започва да действа чета на капитан Матапас (Михаил Анагностакос). Убива игумена на Ошинския манастир и го замества до началото на 1906 година, когато се премества в Ениджевардарско.
В дойранското село Миравци на 4 януари около 40 турци и гърци отвличат 26 души, като извън селото разстрелват 12, и изнасилват едно момиче. На 3 март андарти нападат и разрушават с динамит къщата на свещеника в Попово. Андартска чета се организира и в Петричко, която убива българи само по пътищата и полетата. Четата на Михаил Мораитис и Спирос Франгопулос е разбита в кукушкото село Ливада през месец май.
В целия санджак в този период най-много жертви и дава най-много сражения воденската околия под ръководството на Лука Иванов. От 26 октомври 1904 до 1 юли 1905 година, воденските чети имат 12 сражения с андарти, с двама ранени и двама убити четници, а сред населението загиват 33 българи и 8 власи. В сражения с турски аскери от 21 февруари до 1 август през 1905 година дават 10 убити и 7 ранени четници и 61 мирни селяни – общо 102 убити и 5 ранени.
В Солунския санджак няколко гръцки чети са разбити. През месец юни, между манастира „Света Анастасия Узорешителница“ и село Василика 64 членната чета на офицерите Константинос Буковалас и Йоанис Дафотис е разпръсната с доста жертви, като турския аскер пленява провизиите им. На 11 май друга андартска чета е разбита и разпръсната в сражение с български четници и милиция при село Смоквица. На 25 август 18 членна андартска чета се предава на турците при село Сарагьол. Български селски чети на няколко пъти прогонват андартски чети, като при една засада на пътя Воден-Негуш убиват четирима гърци. В Солун често се случват престрелки между гърци от една страна и българи и власи от друга. На проверки от турската власт е подложена Митилинската банка, която финансово подпомага андартите.
При опит за организиране на андартска чета в Сярско, четата на Георги Радев убива ръководителя на гръцкия комитет Хар. Димитров в село Олшани. В средата на годината започват да действат гръцко-турски чети, като отначало убиват отделни селски търговци, свещеници и учители, а през ноември вече нападат и цели села. В град Сяр начесто се случват престрелки между членове на българските и гръцките комитети. В демихисарско едновременно през месец октомври са екзекутирани ръководителят на гръцката пропаганда в село Острово и турския кехая. Преди това са изгореничи плевните на участващите в гръцката въоръжена пропаганда гъркомани в село Крушово. След разгрома на андартската чета на Йоанис Дафотис от 100 души пропагандата губи цялата инициатива и преминава в защита до началото на следващата година.

## 1906

### Стратегия и нови подкрепления
Заради географските особености в Западна и Централна Македония гръцката пропаганда развива широка четническа дейност. В Източна Македония действат значително по-малко чети, а основно се разчита на придизвикване на афери, при които да бъдат арестувани видни българи, терористични нападения и кланета над мирни българи. Засилването на пропагандата се усеща осезаемо от началото на 1906 година, когато в Македония пристигат много нови гръцки офицери със собствени чети. Пореден успех за гръцката кауза е постигнатата пълна централизация на гръцките македонски комитети и налагането на общо ръководство на гръцкия консул в Солун Ламброс Коромилас и прикрепените гръцки офицери към него Димитриос Какавос, Атанасиос Ексадактилос и Александрос Мазаракис, които имат представителство в Атина и са в пряка връзка с Гръцкия македонски комитет там.
Основните цели на пропагандата в централна Македония са закрепване на позициите в Ениджевардарското езеро и постепенно разширение на север, запад и юг към градовете Енидже Вардар, Воден и Негуш и прилежащите им села. През есента на 1906 година ръководният център се изнася в самото езеро. Специално внимание представлява триъгълникът Негуш – Бер – Катерини, през който се осъществява цялото снабдяване на гръцките чети в централна Македония. Постигат се значителни успехи в областта между Паяк планина – Гевгели – Струмица, а в Лъгадинско и на Халкидики гръцките чети нападат българските търговци и работници, с цел да притиснат икономически мирното българско население в цялата област. Същата дейност извършват и терористичните тайни комитети под ръководството на Атанасиос Сулиотис. В Централна Македония в периода май-ноември са организирани над 30 нападения над български села.
Със стопяването на снеговете в началото на 1906 година в Западна Македония пристигат или се завръщат гръцките командири: Захариас Пападас (Фуфас), Георгиос Диконимос (Макрис), Георгиос Воланис, Павлос Гипарис, Георгиос Канелопулос, Василиос Папас (Врондас), Григориос Фалиреас (Зягас) и други. Засиленото турско военно присъствие неутрализира до голяма степен гръцките действия и доста от четите на пропагандата са разбити. Продължава натискът върху българските селища, които редовно биват нападани. Успехи са постигнати и срещу представителите на румънската пропаганда. През лятото на годината в Македония има над 80 гръцки чети с 1500 души четници.

### Действия в Западна Македония
Главно след клането в Загоричани върху гръцките чети и турските власти се оказва дипломатически натиск и антибългарските прояви привидно намаляват. Гръцкият комитет организират предимно местни гъркомани за борба с българите.
В Битолския санджак гръцките андарти продължават да атакуват българските селища. Езерец е два пъти атакуван – на 9 януари и на 28 май – като и двата пъти андартите са разбити и прогонени с цената на няколко жертви. На 7 май гръцките андарти капетани Лицас и Леонидас Петропулакис загиват при нападение над Осничани, а по-късно пристигналата турска войска убива още 26 андарти и пленява петима. На 20 юни вън от селото андартите отмъщават с убийството на петима селяни. След поредното поражение Герман Каравангелис ангажира срещу месечно заплащане турци и албанци, които системно да убиват българи. Други пострадали села са Лувраде, Старичани, Марчища, Гръче, Осничани, Стенско, Нестиме, Добролища, Изглибе, Галища, Долени, Хрупища, Олища, Куманичево, Кондороби и Бобища.
В Корещата са регистрирани значително по-малко нападения от предходните години. На 15 октомври Бабчор е атакуван от андартите, но атаката е отблъсната, а след месец гърците обесват две българки в отговор. През ноември четите на Пандо Кляшев и Митре Влаха унищожават Димитър Далипо (Далипис) от Габреш и Павел Киров, след което Желево престава да бъде андартски пункт. През май – юли в сражение с чети на ВМОРО и турски аскери са разбити още четите на Павлос Гипарис, Георгиос Воланис, Георгиос Канелопулос и Георгиос Цондос.
В Кайлярско на 5 март гърци и турци подпалват къщата на българския свещеник в Емборе, като в пламъците загива синът му. В леринско Лесковец пострада най-много. При две нападения загиват 5 селяни и изгарят 13 къщи. В Търсие 14 пазарджии на връщане от Лерин са убити от андартите. На 17 май в село Буф андартското нападение е отблъснато, но извън селото са заклани петима селяни. На 22 май турско-гръцка чета в Крапешино насред селото убива няколко селяни и свещеника на селото, повиканата турска войска прогонва четата. В Каленик андарти, преоблечени като военни, викат и после убиват българите първенци на селото. През юли на Илинден голяма гръцка чета (Йоанис Каравитис и Евангелос Николудис) напада Горничево, но са задържани от местната милиция. Пристига турска войска и в боя андартите дават 17 убити и ранени. Впоследствие турците убиват трима селяни и няколко пращат в затвора в Битоля. Войводите Илия Попадийски и Найден Бъндев на 22 октомври в Сетино разбиват андартска чета от 13 души.
Битолска околия дава повече жертви на андартските нападения. На 25 март и на 27 април в Кръстофор са отблъснати две андартски нападения. Село Гнилеж на 16 септември от 15 къщи дава 13 мъже убити и 7 откраднати коня. Другите пострадали села са Барешани, Лисолай, Света Петка, Разик, Битуша, Оптичари,Църнобуки, Средно Егри. На 27 август Смилево е нападнато от капетан Гуда със 180 четници гърци и турци. Къщите са опожарявани и грабени, 15 души са убити, 3 от които жени, и трима са ранени. Джеймс Баучър, кореспондент на „Таймс“, заедно с консулската анкета посещава селото.
В Преспа, освен Павел Киров, са елиминирани и Керимчето от село Оровник, а на 5 април в Бесвина и четата на капитан Каудис е разбита, като дава 18 андарти убити. Така тези села губят значението си за гръцката въоръжена пропаганда в Македония.
В Мариовско център на андартите е село Градешница. Под силния гръцки и сръбски натиск в този район, ВМОРО едва успява да осуети връзката между двете пропаганди в Македония. Андартите убиват 13 мъже и две малолетни деца в Ивени, в Живово общо убиват 38 души и опожаряват 29 къщи. На 7 септември гърците нападат и патриаршистките селища Бешище, Манастирец, Рапеш, Кален, Добромири като убиват и местните първенци. Няколко от гръцките чети са разбити и разпръснати от турската войска.
В Прилеп на 13 май е убит бившият андартски войвода Темистоклис Алеврас. Южноприлепските села Враневци и Орле пострадват най-много в борбата. Насред Битоля започват масово взаимно изтребление между българи и гърци, вследствие на което ВМОРО разрешава на терористите си да убиват гръцки комитетаджии без предварително решение.

### Действия в Централна Македония
В Солунско андартските нападения над селища отстъпват място на безбройните нападения на търговци и селяни по пътищата и създаването на фалшиви афери, с които искат да набедят българските деятели пред турските власти. На 20 март в Гумендже ръководителят на гръцката пропаганда в града Ангелакис Сакеларидис участва в инсценировка на атентат. Арестувани са 13 души невинни българи, но след разследване са освободени.
В Сярско заповедите за убийство на българи идват директно от гръцкия консул в града. Участието му в гръцките комитети е разкрито след убийството на българина Н. Докурчев от Радолиово. На 6 януари една андартска чета нападна Христос и през март Кулата, но без особен успех. В Кулата отблъскват повторно андартско нападение в средата на октомври. Андартското движение се засилва с присъединяването на гъркомана Митруш Гоголаков от Хомондос, който вечерта на 25 октомври извършва страшно клане в Горно Караджово. В битката е ранен капитан Атанас Хаджипантазиев, който почива от раните си през 1907 година в Сяр. Тази случка получава широк отзвук в европейските общества, като дори има запитване по случая в английския парламент. В отговор войводите на ВМОРО на 12 декември нападат гъркоманското село Клепушна и опожаряват 7 къщи, убийства на местни гъркомани са извършени в селата Елшен, Савяк, Горно Броди, Бурсуко, Календра, Мелникич, Секавец и други. Избито е и цялото гъркоманско семейство от седем члена – на гъркоманския чорбаджия Митре Чайкъна от Вержани.

### Действия в Източна Македония
До средата на 1905 година в Драмско българите са силно угнетени от гърците. Положението се променя след като новосформираната чета от България на Михаил Даев пристига в района. Отпор на гръцката пропаганда, освен Драма, дават и Зъхна, Скрижово, Калапот, Гюреджик и други села се приобщават към революционното движение. Изявяват се и мнозина местни революционери като Георги Чауша от Горенци, Димитър Каракузов от Калапот, Анго Просоченлията (Селим чауша) и Драпчо от Просечен, Иванчо Карлуковалията, Илия Златев от Клепушна, Тодор Валаклията и Гьорги Баталов от Волак. Образуваната фаланга започва постепенно да отстранява дейците на андартското движение, Христо Манов с няколко самоубийствени акции пленява андартския капетан Калуш, наказва и няколко гъркомани и членове на гръцките комитети сред местни чорбаджии. След неговата смърт на 12 април Михаил Даев организира тройна атака срещу гърците в Драма и селата Горенци и Плевня. Акцията в Драма е възложена на Пейо Гарвалов и на атентаторите Димитър Каракузов от Калапот и Димо Попигнатов от Битолско. На 9 юли при самоубийствена мисия взривяват местното казино – свърталище на гръцките комитаджии – като по чудо оцелява само Пею Радев. В същия ден подобни самоубийствени мисии са извършени и в Горенци и Плевня, като са убити и ранени главните ръководители на гръцките комитети. Гръцките комитети освен в Кавала се разпространяват и в Родопите.
Постоянни доставки на оръжие, припаси и кореспонденция се извършват чрез търговския флот на Гърция през Солун. Капитани на кораби като Василиос Карамузис редовно участват в такива мисии.

### Борбата за Ениджевардарското езеро
През февруари 1906 година Лука Иванов за пръв път навлиза в ениджевардарското езеро, придружаван от американския журналист Алберт Сониксен. Сониксен става свидетел на едни от най-кървавите и жестоки сражения по време на Македонската борба – когато местната гръцка пропаганда се ръководи от капитан Костас Акритас (поручик Константинос Мазаракис, по-късно генерал).
На 28 март селските милиции отблъскват андартската чета на Акритас от Света Марина, убиват петима андарти и губят един селянин. В отговор на гръцкото нападение над Голо село, където убиват един и раняват двама българи, четите на Лука Иванов и Апостол Петков опожаряват гръцкото село Ниси, пункт на четата на Акритас. Предупредителни изстрели известяват селяните да напуснат селото, след това са изгорени 30 къщи и складовете за муниции на андартите. Убити са случайно двама албанци и един грък. Друг грък, познат като шпионин, е убит нарочно.
На 28 април в сражение в Янчища загива андартският капитан Капсалис (подпоручик Христос Прандунас).
Хилми паша, каймакамин на Бер, след опожаряването на Ниси взима мерки да изгони българските чети от Ениджевардарското езеро. Лука Иванов се изтегля във Воденско, а Апостол Петков в Паяк планина. Андартите нахлуват освен в български, и във влашки села като Патичино, където са опожарени 10 къщи и 10 души са убити и ранени. На 2 юни в Аларе е отблъснато гръцко нападение, а на 1 юли андартите нападат предварително обезоръженото от турските власти население на Луковища, където убиват седем мъже и изнасилват няколко жени. В Бозец на 12 август милицията отблъсква андартите. В същия ден Лука Иванов загива при село Сборско в бой, андартският капитан Константинос Гарефис е също убит.
Апостол Петков се завръща в Ениджевардарското езеро, но преди това на 11 август група четници разбива около 60 андарти, между които и турски войници, и убива общо деветима и пленява голяма част от провизиите на андартите. През октомври Апостол Петков отказва да се договори с висш чиновник, близък на султана, и да остави революционната борба. В следващите шест месеца Солунския корпус се приготвя да унищожи всичките български четнически формирования в региона. На 14 ноември капитан Аграс (Телос Агапинос) е тежко ранен, а други 8 андарти загиват, при нападение над Жервохор. Няколко дни по-късно капетан Панайотис също е отблъснат. В края на ноември турските войски нахлуват в района на езерата, където и капетан Никифорос (Йоанис Деместихас, по-късно гръцки адмирал), заместника на Аграс, изпълнява ежедневни набези. Сраженията продължават цяла зима.

## 1907

### Общо положение
През цялата 1907 година на гръцкото правителство са изпращани протестни ноти от страна на Османската империя и от Великите сили, главно Великобритания, за преустановяване на гръцката въоръжена пропаганда в Македония. Международният натиск се засилва и Гърция попада в изолация, въпреки че прави опит да подпише съюзен договор с Великобритания и Франция. През септември в натиска срещу Гърция се включват Австро-Унгария и Русия, заради което гръцкият министър-председател Теотокис значително редуцира гръцката въоръжена пропаганда в Македония. Външното министерство на Гърция изоставя на заден план ръководенето на въоръжената пропаганда в Османската империя и започва да работи по решаването на образователните проблеми на гръцкото население в империята. През същия месец гръцкият консул в Солун и главен организатор на пропагандата Ламброс Коромилас е принуден да напусне Османската империя.
Според поверителен доклад на Андрей Тошев към ноември 1907 година Гръцката пропаганда разполага 9 – 10 чети с общо 170 – 80 души в Битолския вилает. От които 3 чети действат в Костурско под общото водачество на Григорис Закас, съответно с 12, 16 и 60 души, като последната се разделя на две и заминава в Мариовско и Леринско. В Леринско действат две чети: 20 – 40 души начело с Вардас с база в Бел Камен и 15 членната чета на Павле Илиев в района на Буфкол. В Битолско действат четата на капитан Гуда в Гяваткол до село Лисолай и друга, съставена от 10 души в района на селата Буково и Оряхово. В Мариовско действа Василиос Папас (капитан Врондас), който обаче бездейства, докато чака подкрепления.
В Солунския вилает Гръцката пропаганда разполага с не по-малко чети. В Ениджевардарско действат чети от езерото и от селата Петрово и Постол. Съвместно действат със солунските села Зорбатово, Юнчии и Коняри. Във Воденско четите се снабдяват от Негуш, а местни центрове на андартите са Под, Владово и Месимер. В Солунско център за гърците е Лъгадина, както и селата Балджа и Киречкьой. В Света гора действа четата на Георгиос Янглис с база в манастира Ватопед. Гръцкият командир в района на Ениджевардарското езеро Константинос Сарос отхвърля предложението за взаимопомощ между гръцките андарти и турските власти и се изтегля в Гърция, поради което българските чети запазват преимуществото си там.
В Серския санджак Гръцката пропаганда действа в Петричко чрез гъркоманското Старчово, в Мелнишко чрез самия град и в Сярско. В Сяр ръководител на гръцкия комитет е консулът. В Баракли Джумая е разположена постоянна чета, която като район на действие има местните гъркомански села. Източно от Сяр действа чета в Довища и Сармусакли, както и чети в Драмско и Зъхна.

### Действия
В Костурско и Костенарията продължават да действат четите на Захариас Пападас и Григорис Фалиреас, но първият умира през май при нападение над българското село Палеор. Георгиос Цондос оперира между Лерин и Битоля, напада селата Каленик (Горно и Долно) през април и Ощима през юни, а през юли четите на Георгиос Томбрас, Стефос Григориу, Иванчо Терзиовски и Николаос Платанияс (капитан Лахтарас) на 3 юли 1907 година водят сражение, при което е убит войводата Атанас Кършаков. През юни и юли Фалиреас участва в сражение при Лехово и в тежко сражение Лошница, където загиват андартските капитани Василиос Цимбидарос и Николаос Цотакос и се спасяват едва осмина андарти.
В Мариово от 1906 година действа четата на гъркомана и ренегат от ВМОРО Стоян Цицов (Стефу Цицу или капетан Цицо). Константинос Гутас (капетан Гуда) идва с чета в района, за да го подпомогне, но е унищожен от Мариовската чета на ВМОРО през 1907 година. В областта действат още Василиос Папас (Врондос) Георгиос Кондилис (Занкас), Филолаос Пихеон (Филотас) Димитриос Папавиерос (Гурас) и Емануил Кацигарис.
През новата година Апостол Петков прави неуспешен опит да изгони андартите от Ениджевардарското езеро. При ответната атака андартите са отблъснати с чувствителни загуби в убити и ранени. Гърците предприемат нови атаки, в селата Бозец и на 12 март 1907 година Горно Куфалово са убити няколко души и са изгорени къщи от капитан Никифорос. В отговор десетарят Васил Стоянов от четата на Апостол Петков напада гъркоманското село Рамна, убива десетима деятели на гръцките комитети и подпалва няколко къщи. Дребните сражения продължават в околностите на езерото.
През пролетта Хилми паша е в края на подготовката за настъпление срещу Ениджевардарското езеро. В средата на пролетта околните села и части от крайбрежието са окупирани от турски аскери, докарват се артилерия и лодки с метално дъно. За нападението се подготвят и кавалерийски части. На съвещание на Апостол Петков и десетарите му е решено Апостол да напусне езерото, а четниците му да продължат борбата. След преразпределение 60-те четници се разделят на три крила: Въндо Гьошев заема лявото крило откъм село Карайотица; Стоян Хаджиев – центъра „Кочуфка“ с 16 четници; Тома Дураков и Христо Кърлев-Беляла. След неколко дневни боеве са убити Христо Кърлев, четниците му и Гоце Самарджията от Енидже Вардар. Другите успешно се изтеглят в Паяк планина и при село Крива се събират с Апостол Петков.
След оттеглянето на българските четници от блатото гръцките андартски чети се саморазпускат. Капитан Никифорос напуска блатото още през април, като го наследява капитан Никифорос II (Георгиос Пападопулос, офицер от запаса). Последва го главнокомандващият на всички андартски сили в „Блатото“ – капитан Калас (жандармерийският капитан К. Сарос) и повечето четнически капитани. Турският аскер превзема без бой гръцките укрепени колиби като така приключва борбата за Ениджевардарското езеро. Воденската чета на ВМОРО разбива андартската чета на Телос Аграс. От всички заловени само Телос Аграс и куриера му Антонис Мингас са обесени между селата Владово и Техово на 7 юли 1907, а другите са освободени.
В Източна Македония пропагандата търпи отслабване, вследствие на отстраняването на драмския митрополит Хрисостом и гръцкия вицеконсул в Кавала, забраната на серския митрополит Григориос и консула Антониос Сахтурис да напускат града и ареста на гръцкия офицер Димитриос Вардис. На 14 юли 1907 година четата на Андреас Макулис е унищожена край Довища, а тази на Панде Атанасов е разбита през август в Струмишко.

## 1908 – 1913
През 1908 година продължава тенденцията за отслабване на андартското движение. В началото на годината Панайотис Данглис дава нов тласък на активизация на гръцките сили и в Македония се възстановяват военните действия, но резултатите са незадоволителни и Данглис се оттегля. Убийството на служителя в гръцкото консулство в Солун Теодорос Аскитис става повод за масови гръцки протести.
След Младотурска революция гръцките революционери оставят оръжие и минават в легалност. Според гръцки данни 26 гръцки чети с 217 души, 55 български чети със 707 души и 340 албански революционери свалят оръжие и се легализират. Влизането на гръцки чети в градовете през юли и гостуването на делегация от Гърция са повод за демонстрация на гръцко-турското приятелство. Въоръжената пропаганда отстъпва водещата си позиция пред политическите и културно-просветните организации, участващи активно във вътрешните работи на Османската империя.

Отделни инциденти между бивши дейци на гръцката пропаганда и ВМОРО не липсват. На 21 септември 1908 година гръкоманска банда от село Карликьой, Сярско напада свои съселяни екзархисти в лозята по време на нощния им сън. Убити са петима, от които три жени, а други двама са ранени. Погромът е организиран от местния гръкомански свещеник Георги Харищев. По този повод българският търговски агент в Сяр отбелязва: 
| „ | След грозните убийства...може да се каже, че това дело вече е привършено и че последните екзархийски къщи в селото остават само с вдовици и сираци. | “ |

Панайотис Данглис, Йон Драгумис и Атанасиос Сулиотис продължават да работят за възстановяването на гръцките чети, подкрепени от над 75 ветерани от предните години. Към края на 1908 година се активизира подготовката и прехвърлянето на гръцки чети в Македония. Ръководството на акцията се поема от атинския андартски комитет, наречен „Всегръцка организация“, начело с полковник Панайотис Данглис. Новото гръцко правителство на Димитриос Ралис се съсредоточава по разрешаването на Критския въпрос и нарежда разпускането на всички гръцки комитети в Македония. Въпреки преврата в Гуди и свалянето на неговото правителство до ноември 1909 година организацията е напълно разтурена, а гръцките офицери отзовани. През 1911 – 1912 година, когато ВМОРО възобновява четническото движение в Македония и избухват поредица албански въстания в областта, Гърция повторно възобновява гръцката пропаганда. В края на август 1912 година в Македония влизат въоръжените чети на Михаил Анагностакос, Панайотис Пападзанетеас, Александрос Занас и много други. Действията са съсредоточени на Халкидики и около Солун. С формирането на Балканския съюз и началото на Балканската война чети и дейци на гръцката пропаганда подпомагат настъплението на българската армия и обратно, български чети подпомагат настъплението на гръцката армия. След края на Балканската война сраженията между двете фракции се подновяват.

## Етническият и национален конфликт в Македония

### Населението на Македония
Населението на Македония се състои от българи, гърци, власи, турци и арнаути. Мнозинството или малцинството на някоя етническа група в даден район и в цяла Македония стават повод за раздори между Балканските страни и за националните борби в областта от началото на века. Основен проблем представлява факта, че голяма част от българоезичното население (славянофони) не се самоопределя по национален принцип. Според традиционната гръцка и българска наука то е или гръцко или българско, без значение дали е предано на Цариградската патриаршия (българи патриаршисти или гъркомани) или Българската екзархия.
Същността на борбите в Македония от началото на XX век е борба за спечелването на тази аморфна маса на гръцка, българска или сръбска страна. Въпреки гръцките претенции, културните и езиковите различия създават често проблеми за гръцките офицери в Македония. Самите те при наказателни акции не правят разлика дали убиват патриаршисти или екзархисти, тъй като в този период населението често сменя привързаността си към двете църкви под натиск или по своя преценка. Гръцкият учен Василис Гунарис признава, че методите на гръцкия комитет и ВМОРО са сходни: елиминиране на противниковите шпиони, организиране на цивилни за защита на селата, репресалии над инакомислещите, индивидуален тероризъм над местни първенци, учители и свещеници, предателства на противниковите чети на турските власти. Въпреки това гръцките чети постоянно нападат екзархийските села и често прибягват до масови кланета, в които избиват много на брой екзархисти на случаен принцип, без да е доказана вина за участие в антигръцка дейност. Това се потвърждава от много международни наблюдатели, включително от представителите на Великите сили в Османската империя, които оказват много сериозен международен натиск над Гърция, която в крайна сметка от 1907 година постепенно оттегля своите чети от Македония.

### Идеология и действия на гръцката пропаганда
Андартите сами се определят като „Македономахи“ или „Македонски бойци“ (на гръцки: Μακεδονομάχοι) и основно са описани в книгите на гръцката писателка Пинелопи Делта „В тайните на блатото“, „Македонската борба“ на Герман Каравангелис. Идеологията на самите македономахи е основана на трудовете на Йон Драгумис, описани в книгата „Кръв на мъченици и герои“ (Mαρτύρων καί Hρώων αίμα) и на „Общи указания за македонските чети от Висшия съвет на Македонския комитет“ на Димитриос Калапотакис. Всички те се отличават с открито насаждана омраза към българите.
Самият Йон Драгумис търси реванш за противопоставянето на българи и гърци още от средновековието. Призовава андартите да следват примера на Василий II Българоубиец и да гонят и убиват всички българи. Поради невъзможност на новосъздадените гръцки комитети да водят борба срещу българските революционери, неин естествен съюзник е османската власт. Проводник на тези идеи е митрополит Герман Каравангелис, който смята, че съюзът с турците ще е само временен, докато окончателно се смажат българите. Павлос Мелас смята за основна цел предотвратяването на избухване на ново българско въстание в Македония, което безспорно би доказало българския характер на областта. Кореспондира с турските каймаками и ги уверява, че борбата на андартите е насочена единствено към българите. Същевременно андартските чети няма да дават сражения на турските аскери и винаги ще се оттеглят или предават.

Главният османски инспектор Хилми паша пише: 
| „ | ... деянията на гръцките чети, ако и да са противозаконни и да подлежат и на наказания, но понеже тия чети се сражават само с български чети, а когато се срещнат с редовната войска се предават без да употребяват оръжие – тяхното съдене бе предоставено на обикновени съдии. | “ |

Същият в интервю за Димитър Думбалаков през 1914 година казва: 
| „ | В революционно време гърците и сърбоманите, смело казвам това, вървяха наедно с нас, турците, против вашите комитети. На мене и на моята полиция те съобщаваха всичко, каквото научеха за вас, те бяха наши шпиони, приятели и доброжелатели. | “ |

Според донесение от полковник Леон Ламуш: 
| „ | имаше случаи, при които в сражение с български чети в Енидже-Вардарско, андартите подпомагаха турската войска и техните ранени бяха лекувани в турски военни болници. | “ |

Долълнителен съюзник на гръцката въоръжена пропаганда в Македония е и сръбската. Неосъщественото обединение на гърци и сърби в областта Мариово осуетяват плановете за общи действия. До голяма степен българската организация действа съвместно с румънската или албанската пропаганда, за да противостои на другите пропаганди.
По времето на Илинденско-Преображенското въстание гръцки андарти дават отпор на въстаниците. За всичките 4 години на гръцката македонска борба основните постижения на андартите са опожаряванията и изтреблението на няколко български села, сред които Загоричани и Зелениче. Последователно са изтребвани и всичките приобщени към ВМОРО българи. Международната общественост начесто осъжда гръцките зверства и безотговорността на турските власти, в отговор на гръцките изстъпления в България се заражда антигръцко движение.

### На български език
- Чекаларов, Васил. Дневник 1901 - 1903 г.  София, ИК „Синева“, 2001. ISBN 954-9983-11-0.
- Стефанов, Алексо. Революционната дейност в Демирхисар, МНИ, София, 1931
- Сониксен, Алберт. Изповедта на един македонски четник.   София, Издателство на Отечествения фронт, 1983.
- Загоричани. Спомени по случай 25 годишнината отъ клането, извършено отъ гръцкитѣ андарти презъ 1905 год.  София, Издание на Загорицкото дружество „Илинденъ“, 1930.
- „Гърците преди и след Илинденското възстание (Страници из дневника ми)“, публикувано в „Сборник Илинден 1903 – 1927. В памет на големото македонско възстание“, издава Македонското студентско дружество „Вардар“, книга VI, София, 1927 година

### На английски език
- Dakin, Douglas. The Greek struggle in Macedonia, 1897 – 1913, Thessaloniki, 1993
- Upward, Allen. The East End of Europe: The report of an unofficial mission to the European provinces of Turkey on the eve of the revolution, Publisher: London, J. Murray, 1908

### На гръцки език
- Αργυρόπουλος Π., Ζάννας Α., Μαζαράκης-Αινιάν Κ., Σουλιώτης-Νικολαϊδης Α., Σπανός Ναούμ, Σταυρόπουλος Β., „Ο Μακεδονικός Αγώνας, Απομνημονεύματα“, ΙΜΧΑ, Θεσσαλονίκη 1984.
- Βακαλόπουλος, Κωνσταντίνος Α., „Η Μακεδονία στις παραμονές του Μακεδονικού Αγώνα, 1894 – 1904“, Μπαρμπουνάκης, Θεσσαλονίκη 1986.
- Βακαλόπουλος, Κωνσταντίνος Α., „Νεώτερη ιστορία της Μακεδονίας“, 1986.
- Βακαλόπουλος, Κωνσταντίνος Α., „Μακεδονικός Αγώνας. Η ένοπλη φάση 1904 – 1908“, Μπαρμπουνάκης, Θεσσαλονίκη 1987.
- Διεύθυνση Ιστορίας Στρατού, ΓΕΣ, „Ο Μακεδονικός Αγών και τα εις Θράκην γεγονότα“, Έκδοσις Διεύθυνσης Ιστορίας Στρατού, Αθήνα 1979.
- Καραβίτης, Ιωάννης, „Ο Μακεδονικός Αγών. Απομνημονεύματα“, Eπιμέλεια: Πετσίβας, Γιώργος, Τόμοι Α' & Β', Αθήνα 1994.
- Μεταλλινού-Τσιώμου, Αγγελική, „Οι Μοναστηριώται κατά τον Μακεδονικό Αγώνα“, Θεσσαλονίκη 1948.
- Ράπτης, Σταμάτης. „Ιστορία του Μακεδονικού αγώνος“.